# Brotte-lès-Ray
Brotte-lès-Ray ist eine Gemeinde im französischen Département Haute-Saône in der Region Bourgogne-Franche-Comté.

## Geographie
Brotte-lès-Ray liegt auf einer Höhe von 210 m über dem Meeresspiegel, sieben Kilometer nordöstlich von Dampierre-sur-Salon und etwa 47 Kilometer nordwestlich der Stadt Besançon (Luftlinie). Das Dorf erstreckt sich im Westen des Départements, in der Plateaulandschaft nordwestlich des Saônetals, am östlichen Talrand des Vannon.
Die Fläche des 5,06 km² großen Gemeindegebiets umfasst einen Abschnitt im Bereich des Plateaus nördlich des Saônetals. Von Norden nach Süden wird das Gebiet von der Talniederung des Vannon durchquert, der zahlreiche Mäander zeichnet und für die Entwässerung zur Saône sorgt. Die Talaue liegt durchschnittlich auf 205 m und weist eine Breite von maximal einem Kilometer auf. Flankiert wird das Tal auf beiden Seiten von einem Plateau, das eine durchschnittliche Höhe von 230 m erreicht. Diese Hochfläche besteht aus einer Wechsellagerung von kalkigen und sandig-mergeligen Sedimenten der oberen Jurazeit. Das Plateau wird durch verschiedene Mulden untergliedert, die sich zum Tal des Vannon öffnen. In der Talniederung und auf dem Plateau herrscht landwirtschaftliche Nutzung vor, doch gibt es auch größere Waldflächen, insbesondere im Bereich der Gemeindegrenzen. Im Westen reicht der Gemeindeboden bis zum ausgedehnten Waldgebiet der Forêt de Dampierre (bis 245 m). Nach Osten erstreckt sich das Areal in die Waldung des Grand Poix. Mit 249 m wird hier die höchste Erhebung von Brotte-lès-Ray erreicht.
Nachbargemeinden von Brotte-lès-Ray sind Volon und Lavoncourt im Norden, Tincey-et-Pontrebeau im Osten, Membrey und Vaite im Süden sowie Roche-et-Raucourt im Westen.

## Geschichte
Brotte wird als Brathes und Brattes erwähnt. Im Mittelalter gehörte das Dorf zur Freigrafschaft Burgund und darin zum Gebiet des Bailliage d’Amont. Die lokale Herrschaft hatten stets die Herren von Ray inne. Der Ort wurde 1569 von Truppen des Herzogs von Zweibrücken geplündert und gebrandschatzt. Zusammen mit der Franche-Comté gelangte Brotte mit dem Frieden von Nimwegen 1678 definitiv an Frankreich. Heute ist Brotte-lès-Ray Mitglied des 42 Ortschaften umfassenden Gemeindeverbandes Communauté de communes des Quatre Rivières.

## Sehenswürdigkeiten
Die Kapelle von Brotte-lès-Ray wurde im 16. Jahrhundert im gotischen Flamboyantstil erbaut, wobei der Turm erst im Rahmen einer Restaurierung Ende des 18. Jahrhunderts hinzugefügt wurde. Zur Ausstattung gehören bedeutende Statuen und Statuetten aus dem 16. bis 18. Jahrhundert sowie der Altar aus dem 18. Jahrhundert.
Ebenfalls sehenswert ist das Lavoir von 1844 mit seinen Arkadenbogen, das einst als Waschhaus und Viehtränke diente.
Über den Vannon führt eine Steinbrücke aus dem späten 18. Jahrhundert.

## Bevölkerung
| Jahr                       | 1962 | 1968 | 1975 | 1982 | 1990 | 1999 | 2006 |
| Einwohner                  | 82   | 89   | 65   | 76   | 84   | 64   | 61   |
| Quellen: Cassini und INSEE |      |      |      |      |      |      |      |

Mit 66 Einwohnern (1. Januar 2022) gehört Brotte-lès-Ray zu den kleinsten Gemeinden des Département Haute-Saône. Während des 20. Jahrhunderts nahm die Einwohnerzahl insgesamt deutlich ab (1886 wurden noch 151 Personen gezählt).

## Wirtschaft und Infrastruktur
Brotte-lès-Ray ist noch heute ein vorwiegend durch die Landwirtschaft (Ackerbau, Obstbau und Viehzucht) und die Forstwirtschaft geprägtes Dorf. Eine Mühle am Vannon wurde zur Sägerei umgebaut, die jedoch ihren Betrieb 1965 einstellte. Außerhalb des primären Sektors gibt es nur sehr wenige Arbeitsplätze im Ort. Einige Erwerbstätige sind auch Wegpendler, die in den größeren Ortschaften der Umgebung ihrer Arbeit nachgehen.
Die Ortschaft liegt abseits der größeren Durchgangsachsen an einer Departementsstraße, die von Membrey nach La Roche-Morey führt. Weitere Straßenverbindungen bestehen mit Roche-et-Raucourt und Tincey.